# Neoboletus pseudosulphureus
Neoboletus pseudosulphureus är en sopp i familjen Boletaceae.

## Taxonomi
Neoboletus pseudosulphureus beskrevs av Franz Joseph Kallenbach 1923 som Boletus pseudo-sulphureus. Den flyttades till släktet Neoboletus 2015 av Wolfgang Klofac. Artnamnet betyder "falsk sulphureus" (det latinska prefixet pseudo- betyder "falsk"), syftande på den liknar, men inte är identisk med, den av Elias Fries 1838 beskrivna svavelsoppen Boletus sulphureus (nu Buchwaldoboletus sphaerocephalus). Sulphureus, av latin sulphur (svavel), betyder "svavelgul".
Arten har ofta blandats samman med den av Lucien Quélet beskrivna Dictyopus junquilleus (syn. Boletus junquilleus Boud, 1906), nu Sutorius junquilleus Vissa auktorer betraktar N. pseudosulphureus som en gulporig form av Neoboletus luridiformis (gul blodsopp).